# Torrebruna
Torrebruna (La Torre in abruzzese) è un comune italiano di 654 abitanti della provincia di Chieti in Abruzzo, facente parte dell'unione dei comuni del Sinello.
Torrebruna è un antico borgo montano situato alle pendici degli Appennini a ridosso della montagna detta di Torrebruna e a sud-est dei colli Carunchina e Civitella.
La sua posizione domina la vallata del fiume Trigno oltre la quale si estende la provincia di Campobasso nel Molise.
La cima della montagna soprastante, che si trova a 1 150 m s.l.m., domina un panorama che comprende, oltre alla valle del citato Trigno, la Maiella, i paesi del Molise, il Gargano, il mare Adriatico, le isole Tremiti.

## Storia
Il borgo è abitato sin dalla preistoria, in seguito è stato colonizzato dai romani, tuttavia l'attuale centro è da ricollegarsi all'alto medioevo. Nel 1202 alcuni documenti citano i nuclei familiari nella conta dei fuochi. In seguito si sono succeduti vari feudatari tra cui: Giovan Battista Caracciolo (1606), Giulio Cesare e Giovanni duchi di Celenza sul Trigno (1622), Alfonso Caracciolo, duca di San Buono (1626), Giovanni Caracciolo (1669), i d'Avalos di Celenza sul Trigno (1746). All'inizio del XIX secolo Guardiabruna è diventata frazione di Torrebruna.

### Simboli
(Descrizione araldica del gonfalone)
(Descrizione araldica della bandiera)
Lo stemma è stato concesso con l'apposito Decreto del Presidente della Repubblica datato al 4 marzo 2002.

## Origine del nome
Non si conoscono con esattezza le cause che hanno dato origine al nome del paese. La leggenda racconta che il nome di Torrebruna abbia avuto origine da un'antica Torre posta nel punto più alto dell'abitato abbrunita dal tempo.
Esiste, sempre in leggenda, un'altra versione in proposito: si racconta cioè che detta Torre fosse abitata da una nobildonna chiamata Bruna, per cui veniva chiamato "Torre di Bruna" e poi, man mano, si è trasformato in Torrebruna.
Inoltre, si dice, che i pochi abitanti di allora della vicina Guardiabruna fossero di guardia alla donna predetta e quindi quel nucleo abitativo veniva a costituire la Guardia di Bruna e così venne fuori, col tempo il nome di Guardiabruna.

## Monumenti e luoghi d'interesse
- Borgo fortificato di Torrebruna. Il primo impianto risale al XIII secolo con trasformazioni nel XVIII secolo. L'impianto del borgo è costituito ad anelli concentrici nel cui punto più elevato è posta la chiesa parrocchiale. Il borgo era posto a sorveglianza del tratturo Ateleta-Biferno e del Passo Forca delli Colli e verosimilmente aveva una torre di avvistamento con tanto di recinto che man mano, forse, ha assunto i connotati di una forma urbana con un primitivo centro che era sito tra Via Orientale e Largo della Torre. Della cinta muraria attualmente si conserva la porta "da piedi" o Porta della Mirella e le case-mura di Via Orientale con torre circolare con mura a scarpa risalente al 1320 simile alle torri di Monteodorisio. Nonostante vari dissesti geologici nel XIX secolo che hanno portato susseguentemente a varie demolizioni il borgo mantiene ancora una certa compattezza ed integrità negli isolati, nei vicoli e nei sotto-portici.
- Borgo fortificato di Guardiabruna.

Il primo impianto risale al XVI secolo con trasformazioni nel XVIII secolo. Il palazzo fortificato di Guardiabruna è posto in cima su una rupe scoscesa sul lato meridionale. Altri monumenti d'interesse del borgo sono i resti dell'ex chiesa benedettina di Santa Vittoria. Il palazzo fortificato, dei Piccirilli, è in stile barocco forse frutto di una trasformazione di un insediamento medievale e di un eventuale monastero fortificato. Il palazzo, nel lato meridionale è costituito da murature e contrafforti edificati direttamente sulla roccia influenzati dalla forma della rupe. Il lato sud-ovest è caratterizzato da una torre, mentre il lato opposto, presso il cortile, è contraddistinto da fuciliere. Le case poste intorno al palazzo ed al lato nord-ovest delimitano il perimetro del borgo, ove l'ex chiesa di Santa Maria Vittoria doveva svolgere la funzione di avamposto. Alcune aperture designavano probabilmente un ruolo di controllo e di difesa dell'edificio con vani stretti e di passaggio. Dei sotterranei, dei luoghi adibiti a carcere delle volte e dei dipinti murali nelle cucine stuccate nel piano nobile completano la descrizione del palazzo.
- - Ruderi della chiesa di Santa Vittoria. È sita in Piazza Santa Vittoria. Una tradizione la vuole assegnata dall'abbazia di Montecassino ipotesi avvalorata dal fatto che la frazione di San Benedetto si vuole che esistesse un monastero dedicato al fondatore dei benedettini. Tra i resti è da menzionare un capitello in calcare locale dell'XI-XIII secolo. L'interno era a navata unica.
- Chiesa della Trasfigurazione di Nostro Signore Gesù Cristo. È sita in Piazza del Duomo. È stata costruita nel XVII secolo con trasformazioni nel XVIII e XIX secolo. La torre campanaria, terminata nel 1766 è stata demolita nel 1951 per essere ricostruita al termine degli anni novanta. La chiesa è stata frutto di vari lavori di consolidamento della facciata e della decorazione interna. La scalinata d'accesso è stata ricostruita nel 1853. Le facciate esterne sono in muratura con conci in pietra. L'interno, a navata unica, è stato intonacato e stuccato nel XVIII e nel XIX secolo. Inoltre all'interno vi è un organo ligneo dorato e dipinto del XVIII secolo costruito da Antonio Ciavarelli posto su una cantoria lignea sorretta da una bussola il prospetto è ad un'unica campata con profilo piatto costeggiato da paraste e decorazioni floreali, il cornicione è decorato mediante un festone. L'organo è stato restaurato nel 1932.
- La cappella di San Rocco costruita nella seconda metà del Seicento al cui interno è conservata la statua di San Rocco.[9]
- La chiesetta Alpina "Madonna delle Nevi" realizzata dal Gruppo Alpini di "Torrebruna" in località Sant'Onofrio.[10]
- Fontana Piazza IV Novembre, costruita nel 1797[11]
- Monumento ai Caduti , eretto nel 1926 [12]

## Società

### Evoluzione demografica
Abitanti censiti

## Amministrazione
| Periodo        | Periodo        | Primo cittadino       | Partito                                                              | Carica  | Note          |
| -------------- | -------------- | --------------------- | -------------------------------------------------------------------- | ------- | ------------- |
| 23 aprile 1995 | 13 giugno 1999 | Luigi Torzi           | Lista civica di Centro-sinistra                                      | Sindaco | [ 14 ]        |
| 14 giugno 1999 | 7 giugno 2009  | Guido Colella         | Lista civica di Centro-sinistra (1999-2004) Lista civica (2004-2009) | Sindaco | [ 15 ] [ 16 ] |
| 8 giugno 2009  | 25 maggio 2014 | Nicola Petta          | Lista civica Unità e Partecipazione                                  | Sindaco | [ 17 ]        |
| 26 maggio 2014 | 9 giugno 2024  | Angela Cristina Lella | Lista civica Crescere insieme                                        | Sindaco | [ 18 ] [ 19 ] |
| 10 giugno 2024 | in carica      | Francesco Troilo      | Lista civica Idee in Comune                                          | Sindaco |               |